# Retaule de Sant Vicenç de Sarrià
El Retaule de Sant Vicenç de Sarrià és una obra d'estil gòtic català realitzada al tremp d'ou per Jaume Huguet entre els anys 1455 i 1460, si bé no el va acabar per problemes de finançament i va ser finalitzat pel mestre de Castelsardo en la primera dècada del segle xvi. Va ser encarregat per a presidir l'altar major de la nova església gòtica dedicada a Sant Vicenç acabada de construir a la plaça del municipi de Sarrià, actualment integrat com a districte de Barcelona.
El retaule tenia cinc carrers i tres pisos. Els quatre carrers exteriors estaven compostos per taules pintades al tremp, mentre que el carrer central tenia una talla exempta de sant Vicenç, actualment perduda.
D'aquestes taules només se'n conserven nou, totes elles al Museu Nacional d'Art de Catalunya.

## Història
L'encàrrec data de mitjans de la dècada de 1450, però no va ser finalitzat per Huguet degut a dificultats de finançament provocat en part per la magnitud de l'encàrrec i per la coincidència amb el període de la guerra civil catalana que molt probablement varen afectar la capacitat financera del comitent.
De fet, la part del treball que Jaume Huguet havia fet no la va arribar a cobrar completament i després de la mort de l'artista, la seva vídua Joana Baruta, reclamava el que segons ella se li devia per la feina feta. El 4 de maig de 1493 la vídua i els feligresos de Sarrià varen designar un arbitratge. Les diferències varen continuar i la reclamació la va continuar Eulàlia Huguet, filla del pintor, sense arribar a cap acord.
Això explica que, a diferència d'altres obres inacabades d'Huguet, com el Retaule de Granollers, aquest no va ser continuat pel taller dels Vergós.
L'obra va ser finalitzada a inicis del segle xvi pel mestre de Castelsardo, un pintor que va treballar sobretot a Sardenya en un moment de fort domini feudal de la noblesa catalana a l'illa, amb un habitual intercanvi d'artistes actius a Barcelona cap a l'illa, i a l'inrevés.
A finals del segle xviii es renovà l'església i s'instal·là un retaule barroc de l'escultor Nicolau Travé, i el d'Huguet va ser traslladat a un altar lateral. L'any 1902, la Junta de Museus de Barcelona va realitzar una exposició d'art sacre on s'exposaven algunes de les taules del Retaule de Sant Vicenç i, un cop finalitzada l'exposició, les taules es varen dipositar als museus municipals de Barcelona, per acord de la Junta de Museus i el bisbe de Barcelona, Enric Reig. El rector de la parròquia de Sarrià, Joan Basany, es va mostrar en desacord amb la decisió i reclamava la seva venda al museu, una disputa que va durar fins al 1921 amb diverses reunions i la creació d'una comissió d'experts entre els quals figurava Carles Pirozzini i Jeroni Martorell. La negociació, en la que el bisbat estava al costat del museu, va acabar amb una compensació a la parròquia amb objectes religiosos propietat del museu entre les quals destaca una pica beneitera.
S'han mantingut al Museu Nacional d'Art de Catalunya des d'aquell moment i, el febrer de 2010, el museu en va fer unes reproduccions de les taules per instal·lar-les en una de les capelles laterals de la parròquia de Sant Vicenç de Sarrià.

## Dades de context

### L'autor
Jaume Huguet (Valls 1412 - Barcelona 1492) fou un pintor gòtic català amb un estil que va evolucionar del gòtic internacional cap a les innovacions incorporades des de la pintura flamenca. La seva formació es va realitzar entre València, Tarragona i Barcelona, si bé no es descarta que pogués haver visitat Sardenya o Nàpols, que formaven part de la Corona d'Aragó. Va desenvolupar la seva màxima activitat a Barcelona a partir de 1448, on va crear un taller que pràcticament va monopolitzar la realització de retaules a Catalunya durant la segona meitat del segle xv, un cop morts Bernat Martorell i Lluís Dalmau. El seu taller va incorporar els seus deixebles i també membres de la família Vergós amb qui va mantenir una estreta relació personal i que són considerats coautors d'aquest retaule.
Una part important de la seva obra s'ha perdut en revoltes que han destruït les esglésies que les contenien i la majoria d'obres conservades són panells de retaules que han estat desmuntats.
El Mestre de Castelsardo va ser un pintor d'identificació incerta del qual es conserva força producció a l'illa de Sardenya. La seva primera obra atribuïda i que li dona nom a la seva producció va ser el Retaule de Castelsardo de la catedral d'aquesta ciutat sarda. Les seves tres taules es caracteritzen per una línia continuista de les d'Huguet, si bé incorpora elements d'arquitectura renaixentista, pròpia de l'època en què varen ser pintades.
Es desconeix l'autor de l'escultura central que presidia el retaule major.

### L'estil
Probablement es tracta de la primera obra d'Huguet i destaca la influència de l'escola dels primitius flamencs.
En aquest període varen aparèixer a València les modernes tendències de l'època, la influència del realisme dels primitius flamencs, especialment de l'escola pictòrica de Jan van Eyck, autor de moda a la Corona d'Aragó gràcies a la mà de Lluís Dalmau, que venen a produir una evolució dels artistes educats en el gòtic internacional. Es pot suposar que Jaume Huguet va assimilar aquestes noves formes arribades de Flandes a València abans que Lluís Dalmau marxés a Barcelona l'any 1445, any de l'arribada de Jaume Huguet.
Les taules del mestre de Castelsardo se separa de la d'Huguet per un bagatge artístic que obre la porta a novetats de caràcter espacial, compositiu i ornamental. Unes novetats de tipus renaixentistes que van tenir amplia difusió als tallers nord-europeus a final del segle xv. A Catalunya varen arribar entorn de 1490 en pintures que probablement són obra d'un mestre nòrdic. D'aquí es va estendre a la resta d'obradors de pintors locals.
És conegut per les visites pastorals de 1562 a 1584 que el retaule contenia una escultura del sant al carrer central, si bé no es conserva cap documentació que ajudi a imaginar com seria. La composició mixta de taules al voltant d'una figura escultòrica és habitual als retaules del gòtic a la Corona d'Aragó.

### Tema
El tema d'aquest retaule religiós narra la història de sant Vicenç, diaca del bisbe sant Valeri de Saragossa; ambdós van ser capturats l'any 303 arran de les persecucions de Dioclecià, i per orde de Dacià foren castigats i conduïts a València. Allà a Valeri se'l va desterrar i Vicenç va patir tota classe de tortures fins a la seva mort. Aquest personatge va rebre una important devoció a la península Ibèrica, principalment en terres aragoneses, de les quals es pensa era originari (Osca), i a la zona valenciana, que també va recórrer.
Aquest sant junt amb sant Esteve i sant Llorenç formava la tríada dels primers diaques, però el seu origen aragonès, fa la seva advocació més rellevant en terres de la Corona d'Aragó.
L'àmplia hagiografia del sant va permetre dedicar-li totes dotze taules, una biografia detallada que ja s'havia tractat a Catalunya durant el trecento al retaule del mateix nom realitzat per l'anomenat mestre d'Estopanyà.

## Descripció taules
Es conserven cinc taules d'Huguet, tres peces del mestre de Castelsardo i una novena taula pintada per un artista anònim d'inferior categoria. Encara faltarien tres taules, avui desaparegudes, fins a completar les dotze que s'estima tenia el retaule original. Hagiogràficament, les taules que es conserven d'Huguet estarien intercalades amb les que es conserven dels altres dos autors, com per exemple la taula huguetiana de la Peregrinació al sepulcre de Sant Vicenç és cronològicament posterior a les taules dels martiris del mestre de Castelsardo. D'altra banda, es troben a faltar escenes de la seva joventut i la coneixença de sant Valeri. La primera taula ja correspon a l'ordenació del sant com a diaca. Tampoc hi ha taules amb escenes relatives a les aventures sofertes pel seu cos després de la seva mort. Per contra hi ha, proporcionalment, moltes escenes sobre el seu martiri, fins i tot es pot pensar en una certa duplicitat en el martiri del foc que, a la taula d'Huguet no incorpora les graelles, potser per estar molt associades amb sant Llorenç, mentre que la taula del mestre de Castelsardo li dona un protagonisme important. Es pot observar una repetició entre Huguet i el mestre de Castelardo del recurs dels àngels salvadors; a la taula d'Huguet apagant el foc, i a l'altra recollint l'ànima del sant expirant.

### Taules d'Huguet
| Imatge | Dades | Dades | Imatge | Dades                                | Dades                                |
| --- | --- | --- | --- | ------------------------------------ | ------------------------------------ |
| | Sant Vicenç ordenat per sant Valeri | Sant Vicenç ordenat per sant Valeri | | Sant Vicenç davant el prefecte Dacià | Sant Vicenç davant el prefecte Dacià |
| 1455-1460 | Tremp, relleus d'estuc i daurat amb pa d'or sobre fusta 176 × 98 cm | 1455-1460 | Tremp, relleus d'estuc i daurat amb pa d'or sobre fusta 176 × 98 cm |                                      |                                      |
| MNAC | MNAC | MNAC | MNAC |                                      |                                      |
| Es tracta d'una escena carregada de solemnitat que es produeix dins una església davant d'un retaule gòtic amb la Sagrada Família i sant Joan Baptista. Sant Vicenç torna a ser la figura central al voltant de la qual es despleguen la resta de personatges. La riquesa dels vestits de l'ordenant sant Valeri, permet un lluïment de l'autor en l'ús del daurat, els colors vius i la representació amb volum de les joies. A la dreta hi ha un grup de monjos cantants vestits amb senzills hàbits que atapeeixen l'escena sense distreure a l'observador del focus principal. Huguet planteja una perspectiva amb un punt de fuga en diagonal que ve reforçat pel dibuix de la catifa oriental, habitual a la pintura flamenca.                                 | Es tracta d'una escena carregada de solemnitat que es produeix dins una església davant d'un retaule gòtic amb la Sagrada Família i sant Joan Baptista. Sant Vicenç torna a ser la figura central al voltant de la qual es despleguen la resta de personatges. La riquesa dels vestits de l'ordenant sant Valeri, permet un lluïment de l'autor en l'ús del daurat, els colors vius i la representació amb volum de les joies. A la dreta hi ha un grup de monjos cantants vestits amb senzills hàbits que atapeeixen l'escena sense distreure a l'observador del focus principal. Huguet planteja una perspectiva amb un punt de fuga en diagonal que ve reforçat pel dibuix de la catifa oriental, habitual a la pintura flamenca.                                 | També conegut com La confessió de sant Vicenç. L'autor aconsegueix una densa estructura circular, al voltant de la figura del sant. Com a d'altres obres seves utilitza fons daurats amb relleus vegetals, i fa servir una plàstica basada en valors ornamentals i simbòlics, combinats amb un extraordinari naturalisme i una individualització del tipus de personatges protagonistes. | També conegut com La confessió de sant Vicenç. L'autor aconsegueix una densa estructura circular, al voltant de la figura del sant. Com a d'altres obres seves utilitza fons daurats amb relleus vegetals, i fa servir una plàstica basada en valors ornamentals i simbòlics, combinats amb un extraordinari naturalisme i una individualització del tipus de personatges protagonistes. |                                      |                                      |
| | Sant Vicenç a la foguera | Sant Vicenç a la foguera | | Sant Vicenç a l'eculi                | Sant Vicenç a l'eculi                |
| 1455-1460 | Tremp, relleus d'estuc i daurat amb pa d'or sobre fusta 176 × 98 cm | 1455-1460 | Tremp, relleus d'estuc i daurat amb pa d'or sobre fusta 176 × 98 cm |                                      |                                      |
| MNAC | MNAC | MNAC | MNAC |                                      |                                      |
| Aquesta taula és la més significativa de la sèrie d'Huguet, ja que l'autor expressa el moviment de forma enèrgica amb la distribució dels personatges i amb escenes com la legió d'àngels que llencen aigua sobre la foguera per apagar el foc davant els gestos de sorpresa dels botxins, al mig d'un cel daurat que ocupa un terç de la composició. Es creu que podria tractar-se de la primera taula que va pintar, potser com a mostra prèvia a l'encàrrec. Com les altres taules d'aquest retaule, té una alta densitat de personatges que permeten a l'autor una rica combinació de colors. Com a la taula de l'ordenació del sant, fa servir una perspectiva diagonal molt forçada que situa a l'observador en un punt més alt que on es desenvolupa l'acció. | Aquesta taula és la més significativa de la sèrie d'Huguet, ja que l'autor expressa el moviment de forma enèrgica amb la distribució dels personatges i amb escenes com la legió d'àngels que llencen aigua sobre la foguera per apagar el foc davant els gestos de sorpresa dels botxins, al mig d'un cel daurat que ocupa un terç de la composició. Es creu que podria tractar-se de la primera taula que va pintar, potser com a mostra prèvia a l'encàrrec. Com les altres taules d'aquest retaule, té una alta densitat de personatges que permeten a l'autor una rica combinació de colors. Com a la taula de l'ordenació del sant, fa servir una perspectiva diagonal molt forçada que situa a l'observador en un punt més alt que on es desenvolupa l'acció. | A l'esquerra de l'escena, el prefecte Dacià està situat en el mateix lloc i tron que a la taula de Sant Vicenç davant el prefecte Dacià, si bé aquí el seu gest és ordenar l'inici del martiri. El fons mostra un paisatge urbà a l'esquerra i menys cel -també daurat- que altres taules a la part central; a la banda dreta una aparició de Jesús envoltat d'àngels beneeix la figura del sant. La part superior no està pintada, la qual cosa indica que es tracta d'una taula de la part alta que estava coberta pel guardapols. | A l'esquerra de l'escena, el prefecte Dacià està situat en el mateix lloc i tron que a la taula de Sant Vicenç davant el prefecte Dacià, si bé aquí el seu gest és ordenar l'inici del martiri. El fons mostra un paisatge urbà a l'esquerra i menys cel -també daurat- que altres taules a la part central; a la banda dreta una aparició de Jesús envoltat d'àngels beneeix la figura del sant. La part superior no està pintada, la qual cosa indica que es tracta d'una taula de la part alta que estava coberta pel guardapols. |                                      |                                      |
| | Miracles pòstums de Sant Vicenç | | |                                      |                                      |
| 1455-1460 | Tremp, relleus d'estuc i daurat amb pa d'or sobre fusta 176 × 98 cm | | |                                      |                                      |
| MNAC | | | |                                      |                                      |
| També conegut com L'exorcisme de la princesa Eudòxia davant la tomba de Sant Vicenç. Destaca la utilització de "bon or i colors fins i sumptuosos", tal com especificava al contracte. Una exigència pròpia de la seva clientela gremial que desitjaven uns retaules molt il·luminats amb vius vermells, blau ultramar, groc de plom,... harmònicament col·locats per a crear un mena de mosaic visualment atractiu a l'espectador. Al sostre de l'estança s'observa una clau de volta amb una petxina d'argent sobre camp de gules, escut de Sarrià. | | | |                                      |                                      |

### Taules de Castelsardo
| Imatge | Dades | Dades | Imatge | Dades                      | Dades                      |
| --- | --- | --- | --- | -------------------------- | -------------------------- |
| | Flagel·lació de Sant Vicenç | Flagel·lació de Sant Vicenç | | Sant Vicenç a les graelles | Sant Vicenç a les graelles |
| 1500-1510 | Tremp, relleus d'estuc i daurat amb pa d'or sobre fusta 185,6 × 98,2 cm | 1500-1510 | Tremp, relleus d'estuc i daurat amb pa d'or sobre fusta 175,8 × 97,3 cm |                            |                            |
| MNAC | MNAC | MNAC | MNAC |                            |                            |
| La taula de la flagel·lació plasma a sant Vicenç amb les mans lligades, envoltat de jutges i soldats. Un d'ells està assegut en un tron, mentre mira com dos botxins assoten al sant, un d'ells amb un bastó i l'altre amb una cua de cavall. | La taula de la flagel·lació plasma a sant Vicenç amb les mans lligades, envoltat de jutges i soldats. Un d'ells està assegut en un tron, mentre mira com dos botxins assoten al sant, un d'ells amb un bastó i l'altre amb una cua de cavall. | De forma similar a la taula de Sant Vicenç a la foguera d'aquest mateix retaule, l'autor situa al sant al centre de la composició rodejat dels jutges i dels botxins amb un cel daurat que ocupa un terç de la taula. El cos és més musculat i el rostre més dur de com els retratava Huguet. | De forma similar a la taula de Sant Vicenç a la foguera d'aquest mateix retaule, l'autor situa al sant al centre de la composició rodejat dels jutges i dels botxins amb un cel daurat que ocupa un terç de la taula. El cos és més musculat i el rostre més dur de com els retratava Huguet. |                            |                            |
| | Mort de Sant Vicenç | | |                            |                            |
| 1500-1510 | Tremp, relleus d'estuc i daurat amb pa d'or sobre fusta 178 × 98 cm | | |                            |                            |
| MNAC | | | |                            |                            |
| En aquesta taula el mestre de Castelsardo realitza una composició i manté els fons daurats per coherència amb l'estil d'Huguet, tot i haver estat realitzada ja entrat el segle xvi, un fet que és palès amb la incorporació d'elements arquitectònics d'estil renaixentista. Destaca la representació de l'ànima del sant mentre es recollida per dos àngels després d'expirar al llit de mort. | | | |                            |                            |